# Понтоне (Салерно)
Понтоне је насеље у Италији у округу Салерно, региону Кампанија.
Према процени из 2011. у насељу је живело 256 становника. Насеље се налази на надморској висини од 271 м.